# Möllner Rede im Exil
Die Möllner Rede im Exil ist eine Gedenkveranstaltung, die in kritischer Auseinandersetzung mit dem offiziellen Gedenken der Stadt Mölln an den Brandanschlag vom 23. November 1992 in Mölln erinnert. Sie finden seit 2013 in unterschiedlichen Städten statt.
Beim Mordanschlag von Mölln kamen die zehn- und 14-jährigen Mädchen Yeliz Arslan und Ayşe Yılmaz sowie ihre 51-jährige Großmutter Bahide Arslan zu Tode. Ibrahim Arslan, zum damaligen Zeitpunkt sieben Jahre alt, überlebte, weil seine Großmutter Bahide Arslan ihn in dem brennenden Haus in feuchte Tücher wickelte, um sein Leben zu retten. Ibrahim Arslan kritisierte die Stadt Mölln, bei dem Gedenken den Stimmen der Opfer nicht ausreichend Gehör zu geben. Sein Anliegen ist es, beim Erinnern und Gedenken die Perspektive der Opfer von rechtsextremen und rassistischen Anschlägen in den Mittelpunkt zu stellen.

## Entstehung
Die Stadt Mölln veranstaltet jährlich zum Jahrestag des Anschlags ein offizielles Gedenken, bei dem sich Ibrahim Arslan als Opfer nicht beteiligt sah. Er fühlte sich eher als Statist der Veranstaltung. Gemeinsam mit seinem Vater Faruk Arslan und dem Freundeskreis im Gedenken an die fremdenfeindlichen Brandanschläge von Mölln 1992 initiierte er 2013 die Möllner Rede im Exil, bei der die Perspektive der Betroffenen im Zentrum stehen und aktuelle Entwicklungen von Rassismus und Neonazismus thematisiert werden sollen.

## Redner

### 2013: Kutlu Yurtseven
Im Jahr 2013 fand die Rede zum ersten Mal im Exil in Hamburg statt. Es sprach der Kölner Rapper Kutlu Yurtseven von der Band Microphone Mafia, der sich auch in der Auseinandersetzung um den vom NSU verübten Nagelbombenanschlag in der Kölner Keupstraße engagiert. Am 25. November 2013 wurde mit Demonstrationen und einem Solidaritätskonzert in Mölln an die Opfer des Anschlags und weitere Opfer rechter Gewalt erinnert.

### 2014: Adetoun Kueppers-Adebisi
Im Jahr 2014 sprach Adetoun Kueppers-Adebisi (Autorin, Publizistin, Lehrbeauftragte für Schwarze- und Afrikanisch-Deutsche Literatur an der Humboldt-Universität zu Berlin) in Lüneburg.

### 2015: Argyris Sfountouris
Im Jahr 2015 hielt Argyris Sfountouris, Überlebender des SS-Massakers im griechischen Distomo vom 10. Juni 1944, die Möllner Rede im Exil in Bremen.

### 2016: Doğan Akhanlı
Im Jahr 2016 fand die Rede in Köln in Kooperation mit der Initiative Keupstraße ist überall statt. Es sprach der Schriftsteller Doğan Akhanlı. In der Kölner Keupstraße verübten Mitglieder des NSU am 9. Juni 2004 einen Nagelbombenanschlag, bei dem zahlreiche Menschen verletzt wurden.

### 2017: Esther Bejarano
Im Jahr 2017 wurde die Rede von Esther Bejarano in Berlin gehalten. Esther Bejarano ist Überlebende des Vernichtungslagers Auschwitz. Sie musste in Auschwitz im Mädchenorchester spielen. Bis zu ihrem Tod im Juli 2021 setzte sie sich gegen Rassismus und Neofaschismus ein.

### 2019: İdil Baydar
Im Jahr 2019 hielt die Kabarettistin İdil Baydar die Rede im Historischen Museum in Frankfurt am Main. Im Vorfeld der Rede wurden Morddrohungen als SMS an sie geschickt mit dem Wortlaut „Wenn du am 17. November 2019 die Möllner Rede im Exil hältst, knalle ich dich ab. Unterzeichnet mit SS Obersturmbannführer“. Unter erhöhtem Polizeischutz fand die Rede trotzdem statt.

### 2024: Şeyda Kurt
Im Jahr 2024 fand die Rede in Mannheim statt und wurde durch Şeyda Kurt vorgetragen.